# Plan Isar
Le plan Isar est un projet achevé visant à renaturer l'Isar à Munich. De 2000 à 2011, le paysage fluvial de l'Isar sur une section de huit kilomètres de long dans la zone située entre le pont Großhesseloher et le Deutsches Museum a été conçu pour être proche de la nature sous la devise « Une nouvelle vie pour l'Isar ». Dans cette optique, la protection contre les inondations a été améliorée, les berges des rivières des deux côtés ont été rendues plus naturelles et la diversité des loisirs dans le centre-ville a été nettement augmentée.

## Situation initiale
L'Isar traverse la ville de Munich sur une longueur de près de 14 km. Jusqu'au début du XIXe siècle, l'Isar serpentait le long d'un lit de plusieurs centaines de mètres de large à l'est de la ville. Des bancs de gravier, des îles, des bras de rivières et des ruisseaux caractérisaient le paysage. Au milieu du XIXe siècle, l'Isar, dans la région urbaine de Munich, représentait encore un paysage fluvial alpin intact.

## La rivière apprivoisée
Au début du XIXe siècle, commencent les travaux de fortification des berges et de canalisation partielle du fleuve. Des déversoirs, des digues et un lit de rivière rétréci étaient destinés à limiter les risques d'inondation pour les quartiers voisins. Des mesures réglementaires supplémentaires ont été nécessaires au début du XXe siècle. Les premières centrales hydroélectriques ont été mises en service. Le canal industriel de l'Isar, construit au XIXe siècle, a fortement stimulé le développement de Munich. L'Isar s'écoule ensuite dans un lit fixe et linéaire d'environ 150 m de large, bordé de prairies inondables et de digues anti-inondation. Les conséquences ont été une augmentation des vitesses d'écoulement de l'eau et des inconvénients importants pour les plantes et les animaux. La rivière était apprivoisée, enserrée dans les quais murés des deux côtés. Les Munichois ont ainsi pu construire près de la rivière. Mais l'Isar manquait d'espace pour s'étendre, ce qui a eu des conséquences négatives lors des crues : le fleuve débordait plus tôt et plus souvent, il y avait un manque de zones de compensation sur les berges et lors des crues, il n'y avait pas de tampon pour les masses d'eau.

## Premiers plans
Les premiers projets visant à libérer certains tronçons de l’Isar de son corset de berges fortifiées et à le renaturer sont nés dans le sillage du mouvement écologiste des années 1980. Les tronçons de rivière redressés et bétonnés ne correspondaient plus aux idées écologiques. En 1988, la municipalité de Munich décide de réaménager l'Isar de manière plus naturelle. Citoyens, associations, ministères et comités politiques ont été impliqués dans la préparation du projet.

## Projet
En 1995, la ville de Munich et l'État libre de Bavière ont créé le groupe de travail du plan Isar. L'objectif était : une meilleure protection contre les inondations, plus d'espace et de proximité avec la nature pour le paysage fluvial et une meilleure qualité pour les loisirs. Le projet comprend un tronçon de rivière de 8 km de long, du Großhesseloher Weir au Deutsches Museum.

Six endroits de l'Isar renaturé
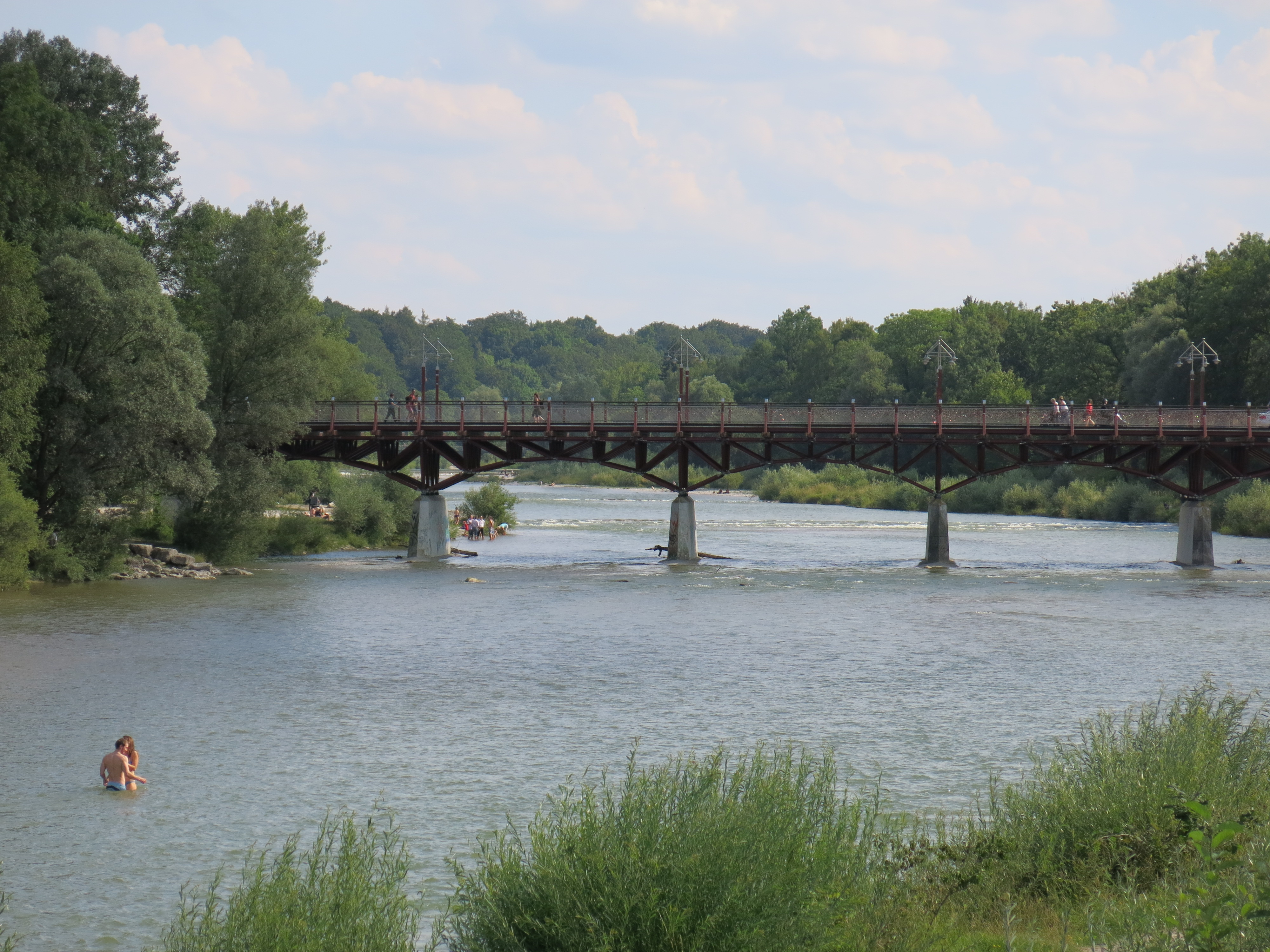
Pont de Thalkirchen
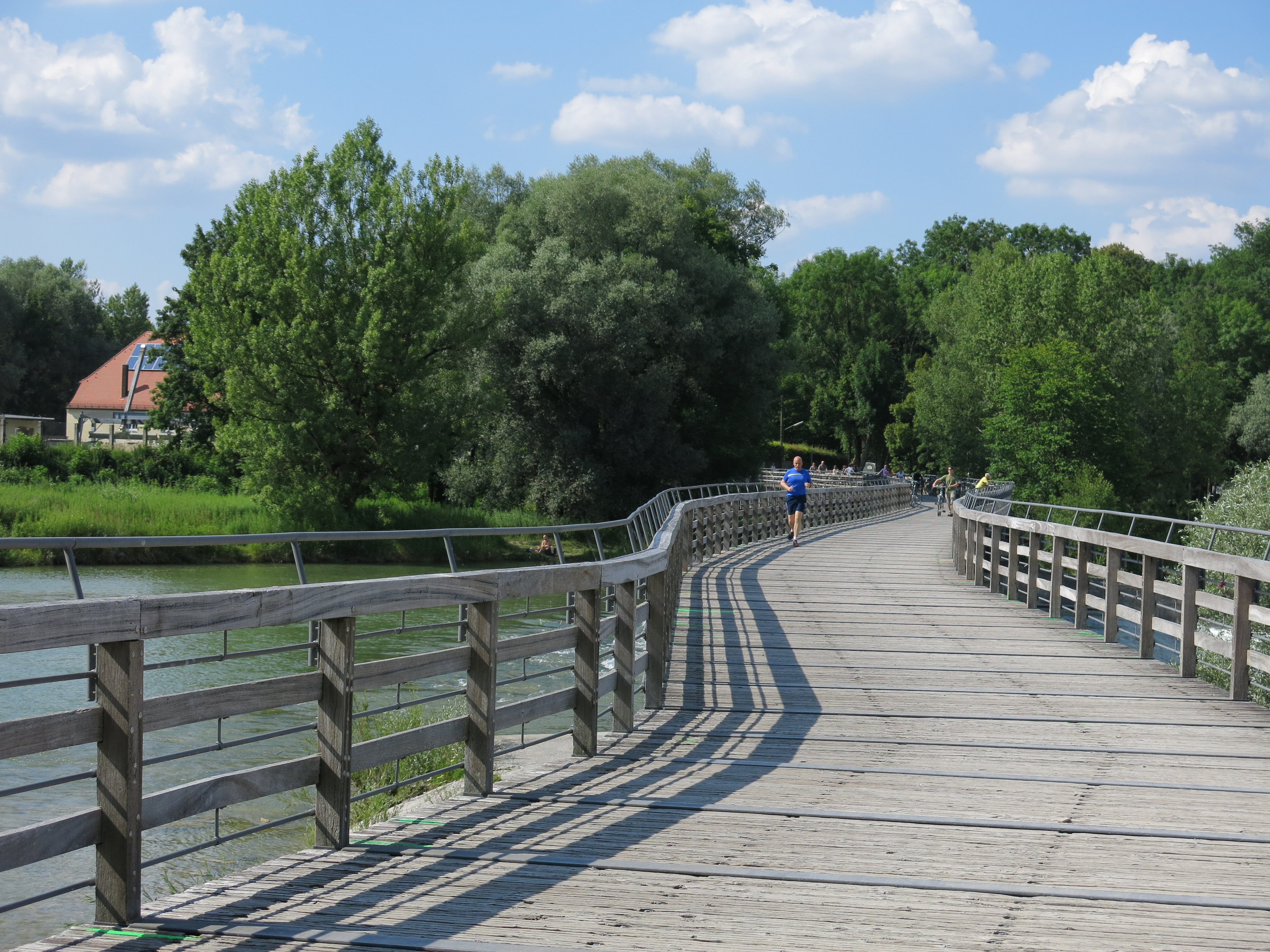
Passerelle en bois Flauchersteg
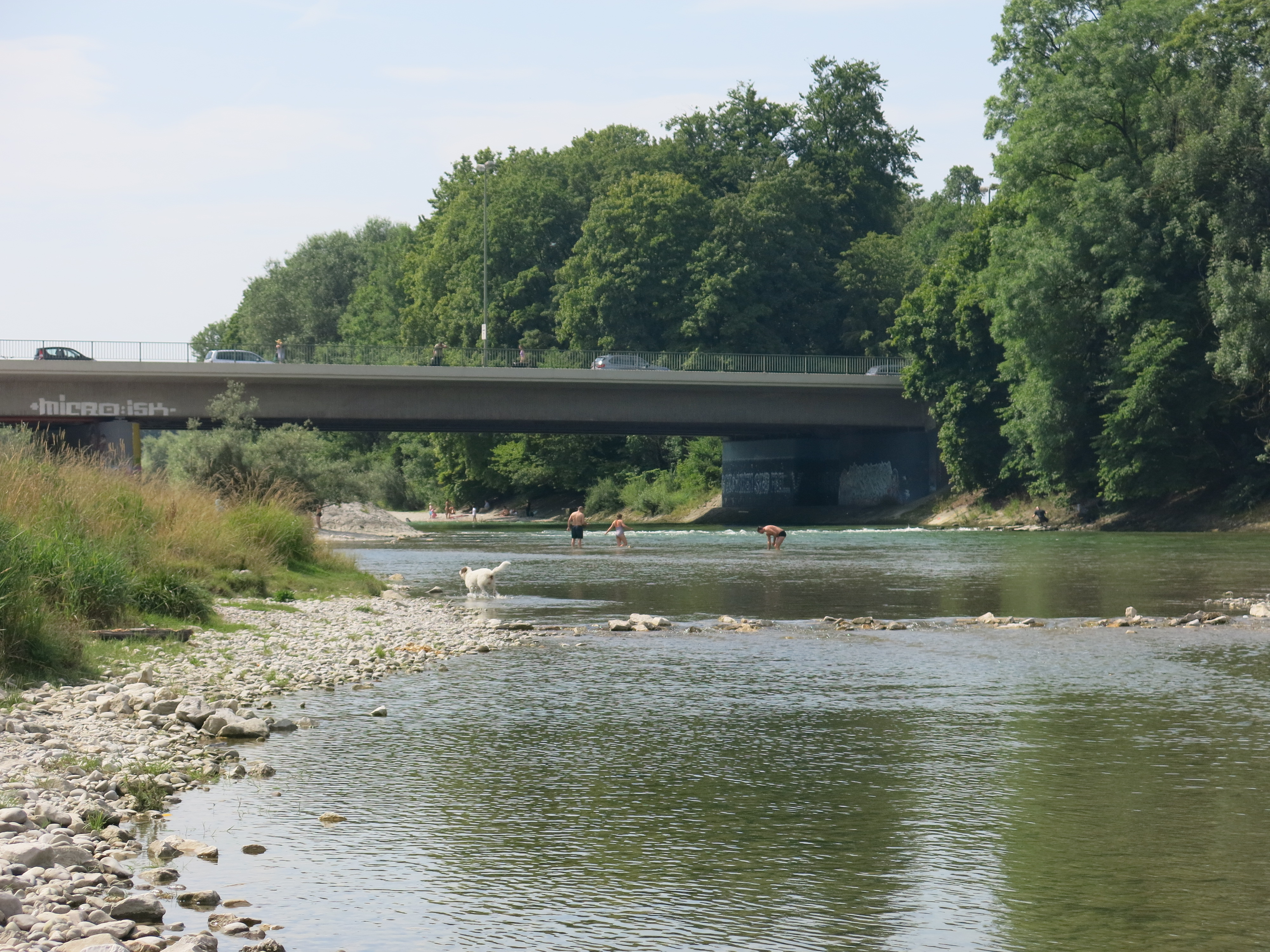
Pont Brudermühl
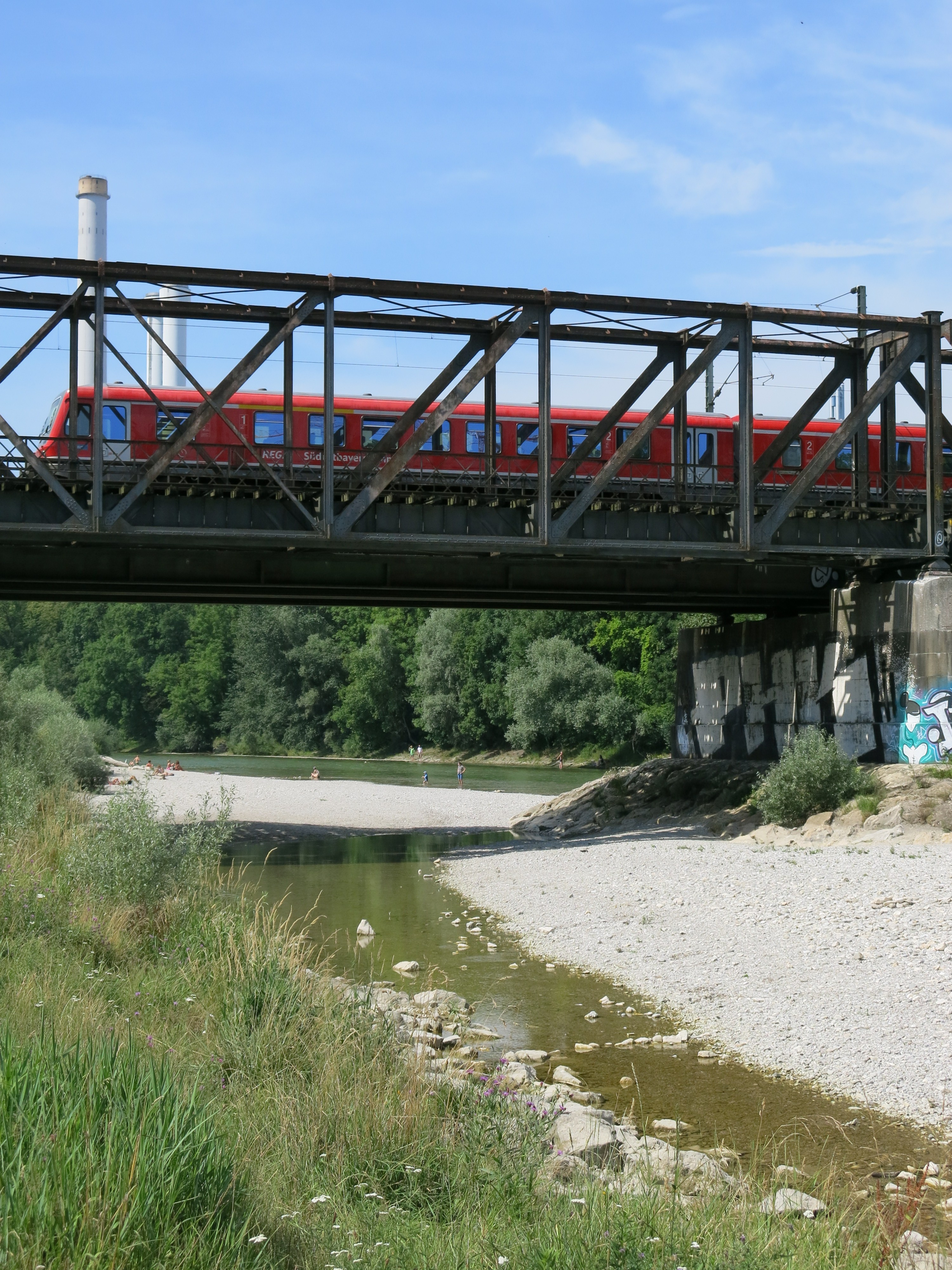
Pont ferroviaire de Braunau
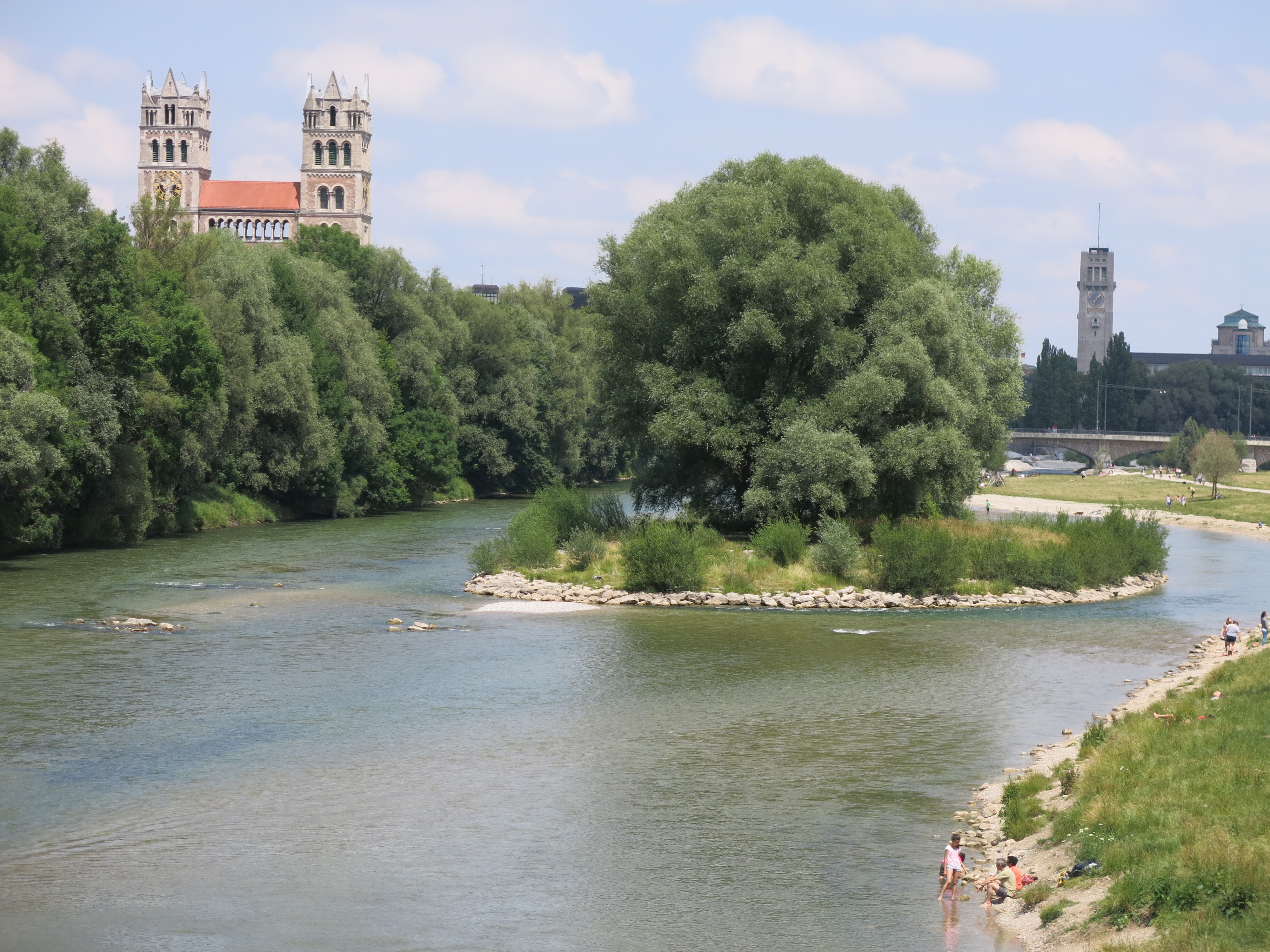
Vers l'île Weiden
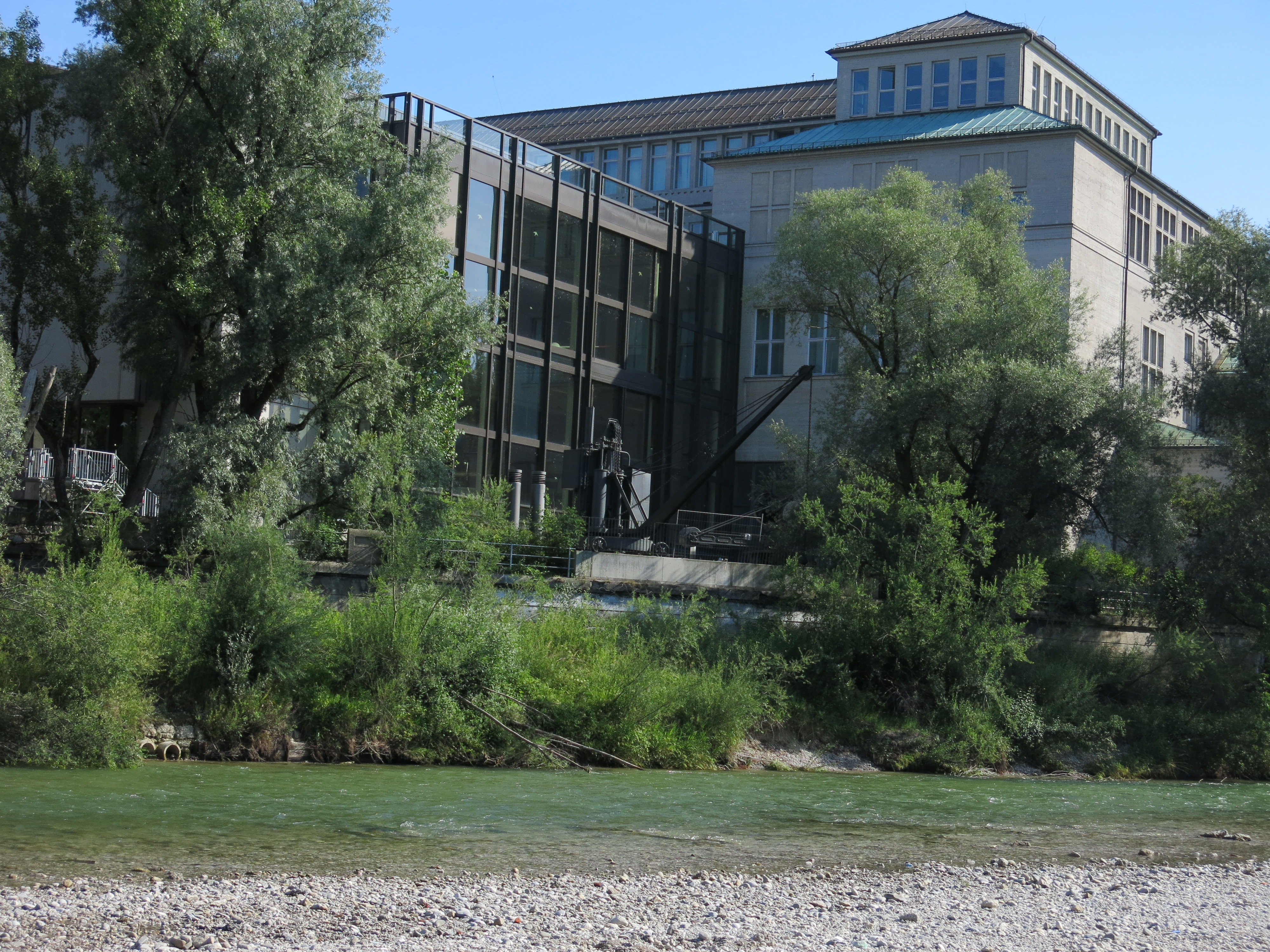
Le petit Isar au Deutsches Museum

## Nature
Dans le cadre de la renaturation, le lit de la rivière a été élargi et les digues de crue ont été réparées. Les berges en pierre ont cédé la place à des berges plates, en partie en terrasses, accessibles à pied. L'île Weiden (Île aux Saules en français) a été reconstruite artificiellement entre les ponts Wittelsbach et de Reichenbach. Des groupes de pierres ont été placés sous la ligne de flottaison. Cela a créé une variété de courants, avec des vitesses d'écoulement élevées, alternant avec des zones à courant calme servant de lieu de repos pour les poissons. De plus, du bois mort a été installé à des endroits adaptés. Des zones de gravier et des formations naturelles de berges ont été créées, offrant de nombreuses possibilités de loisirs et des panoramas sur la rivière. Un approvisionnement suffisant en eau et sa qualité ont amélioré l’habitat de la faune et de la flore. L'Isar peut à nouveau serpenter, déplaçant ses berges et ses graviers à chaque crue. Les espèces végétales et animales typiques de l’Isar ont la chance de s’y installer à nouveau.

## Protection contre les inondations
Les digues jouent un rôle clé dans la protection contre les inondations. Ce qui est important, c'est la quantité d'eau qui s'écoule. Au niveau de l'Isar à Munich, le débit est au maximum de 1 100 m³/s, le franc-bord devant être d'au moins un mètre. Afin d'obtenir une meilleure protection contre les crues, le lit de la rivière a été généreusement élargi et les sommets des digues ont été légèrement surélevés. Pour protéger les arbres vénérables des deux côtés des berges, des murs en béton de terre ou des digues ont été installés. Des berges plates, des bancs de gravier et des îlots de gravier constitués de blocs de pierre ont été créés. Afin que la rivière ne creuse pas les espaces verts lors des crues, des protections en pierres hydrauliques ont été installées dans le lit de crue peu profond. Le lit de l'Isar a également été élargi, nécessaire à la protection contre les crues, l'ancienne protection des berges étant supprimée et des berges de gravier et des îlots de gravier étant nouvellement créés. Le plan Isar a passé son premier test majeur lors de la phase de construction en août 2005, lorsqu'une importante crue a fait gonfler la rivière jusqu'au sommet des digues. La première inondation majeure après l'achèvement de la renaturation a eu lieu début juin 2013. L'Isar a été capable de bien gérer les masses d'eau, le lit de la rivière renaturé a pu absorber plus d'eau. "La baignoire a été agrandie", a déclaré un porte-parole de l'Office de gestion des eaux de Munich. 

Technologie d'ingénierie de rivière naturelle
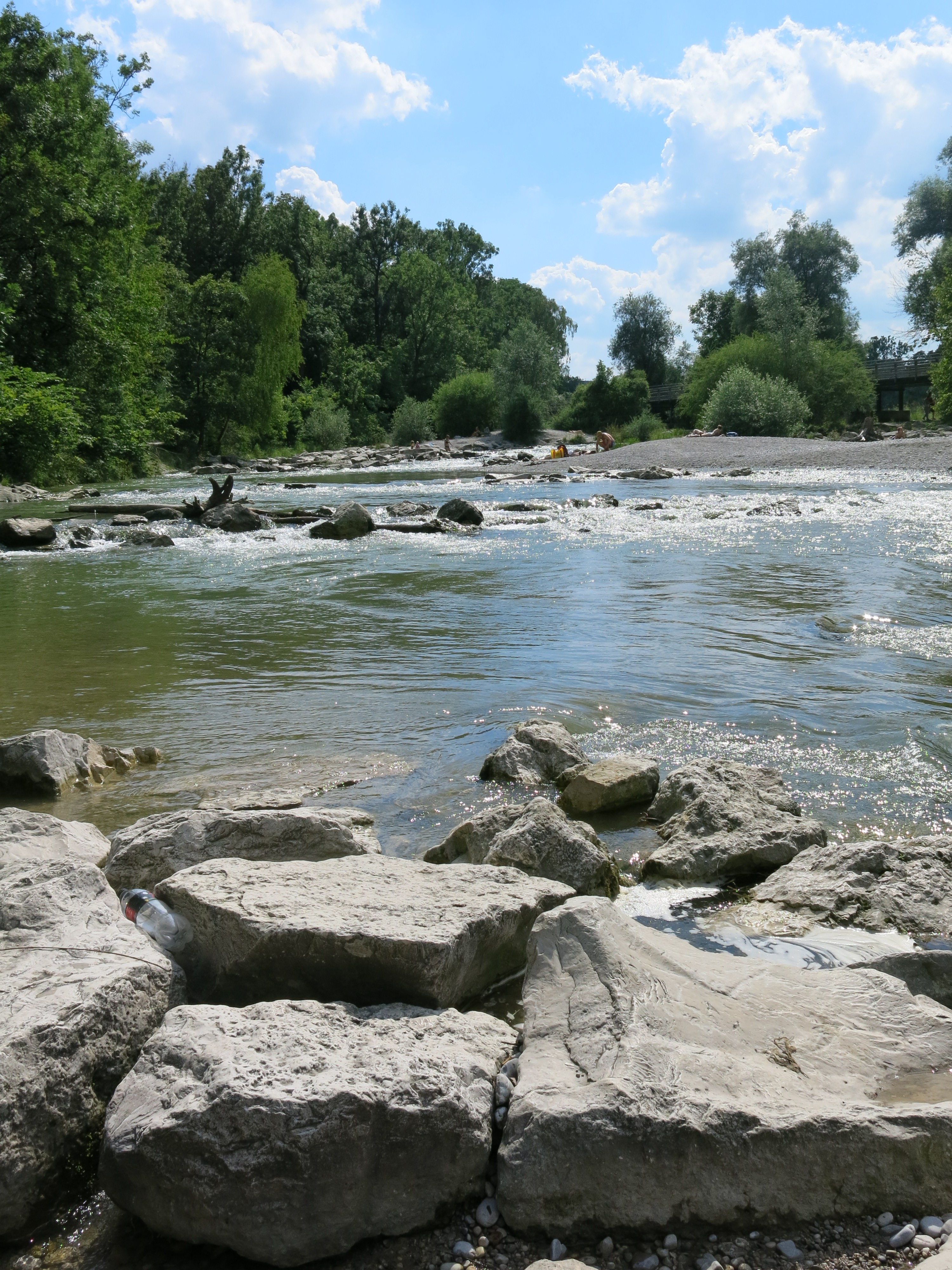
Rivage en pierre naturelle
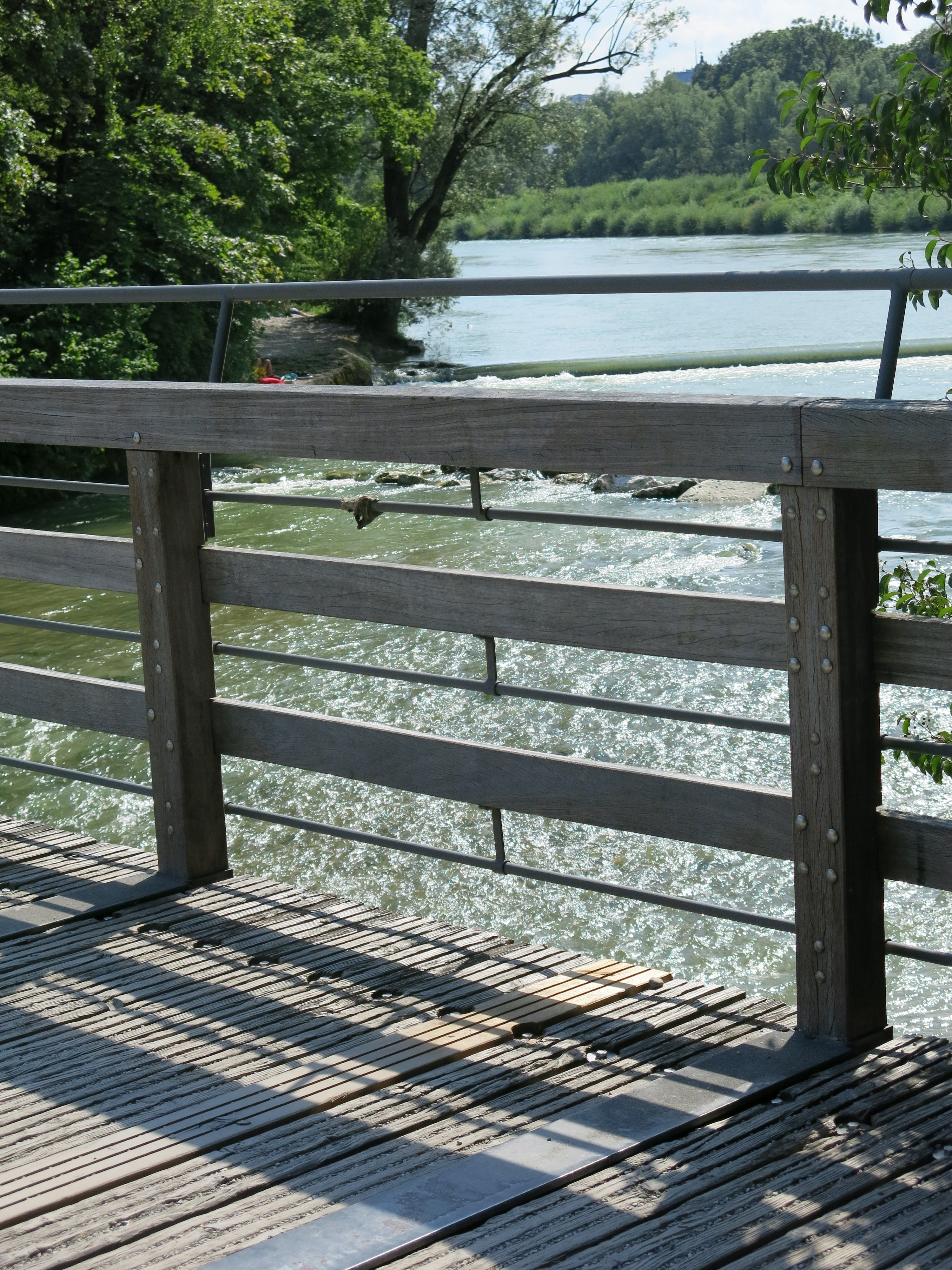
Pont en bois de mélèze
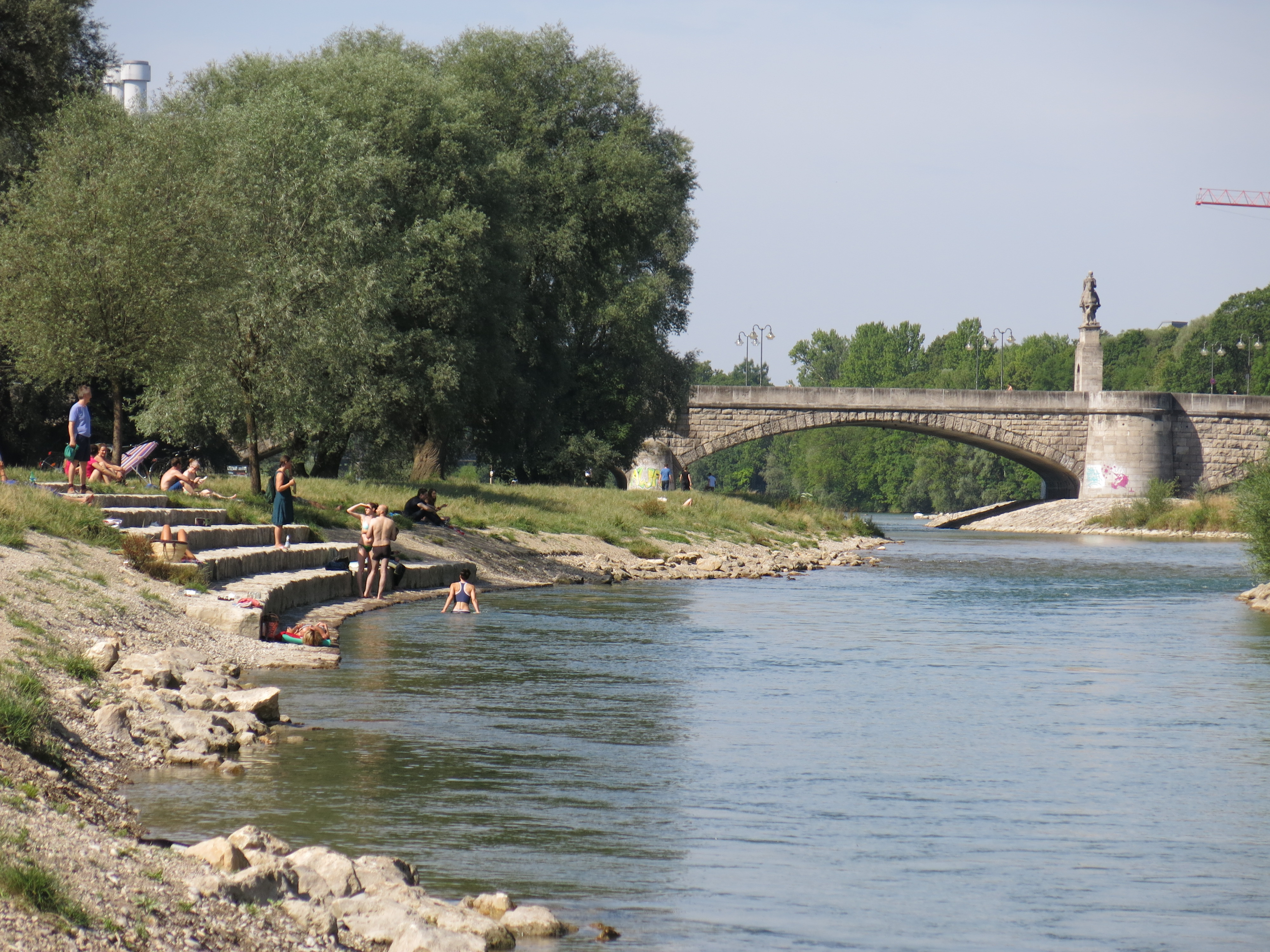
Terrasse en pierre naturelle
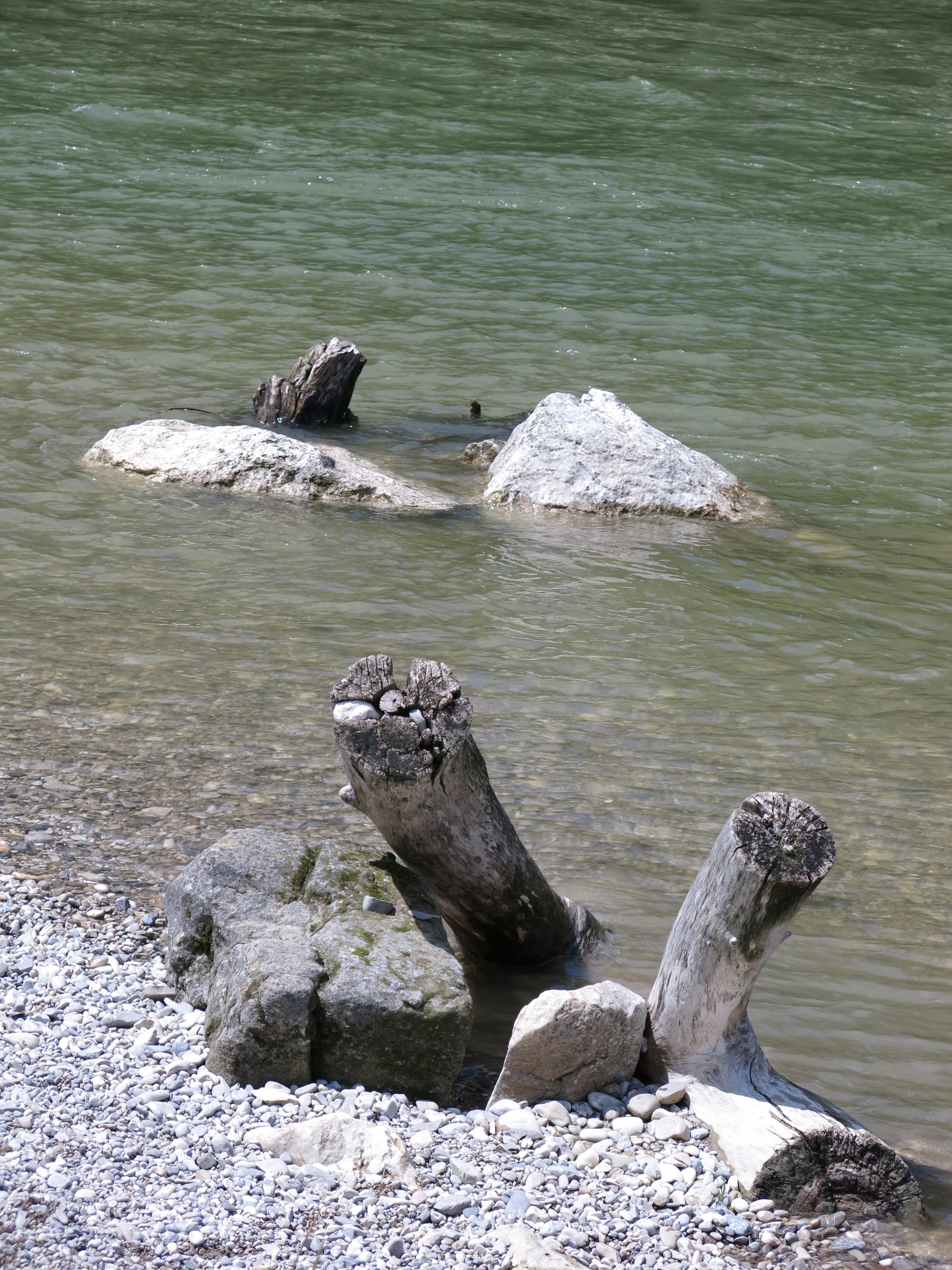
Bois mort et pierres
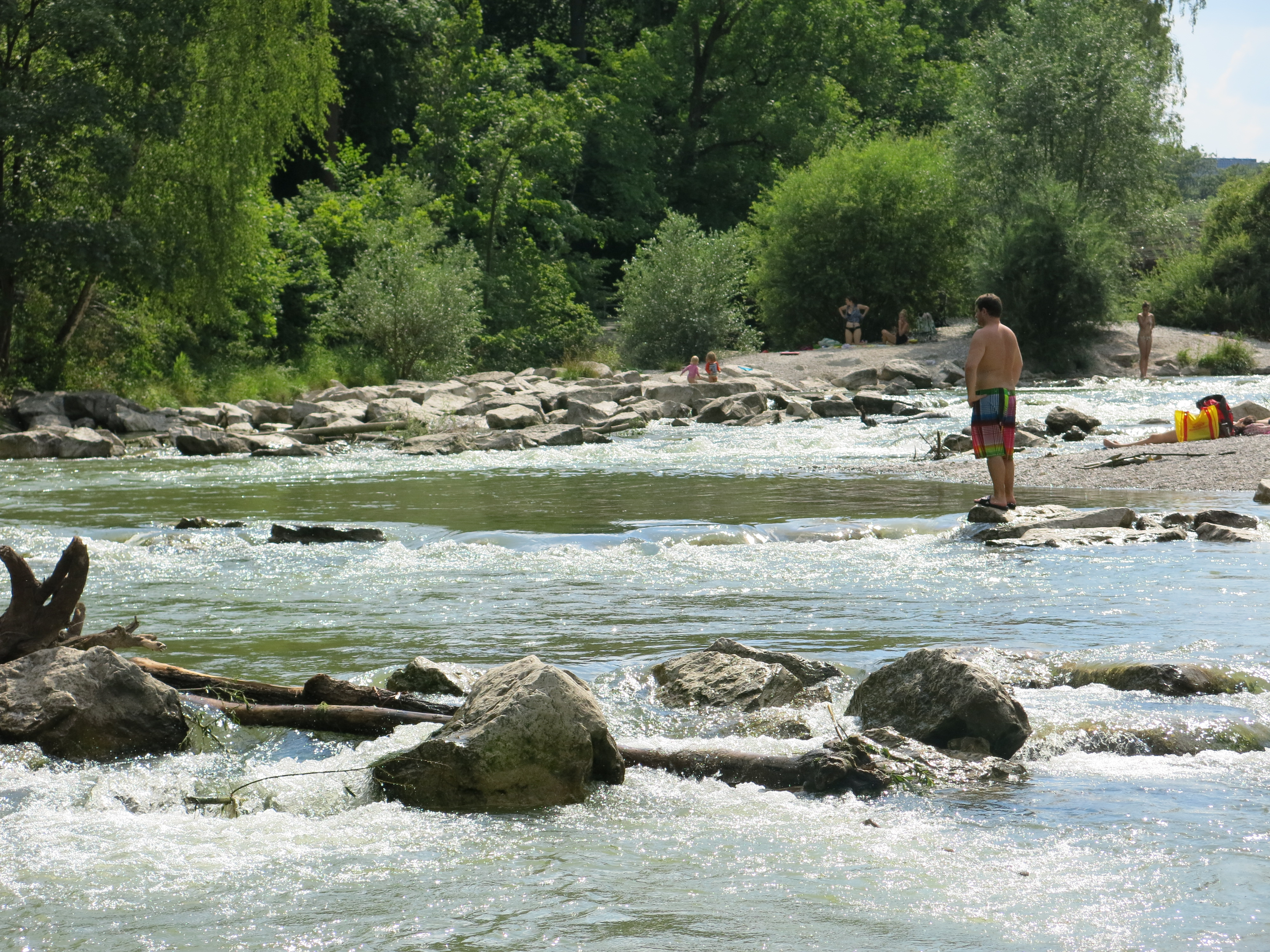
Rivière sinueuse
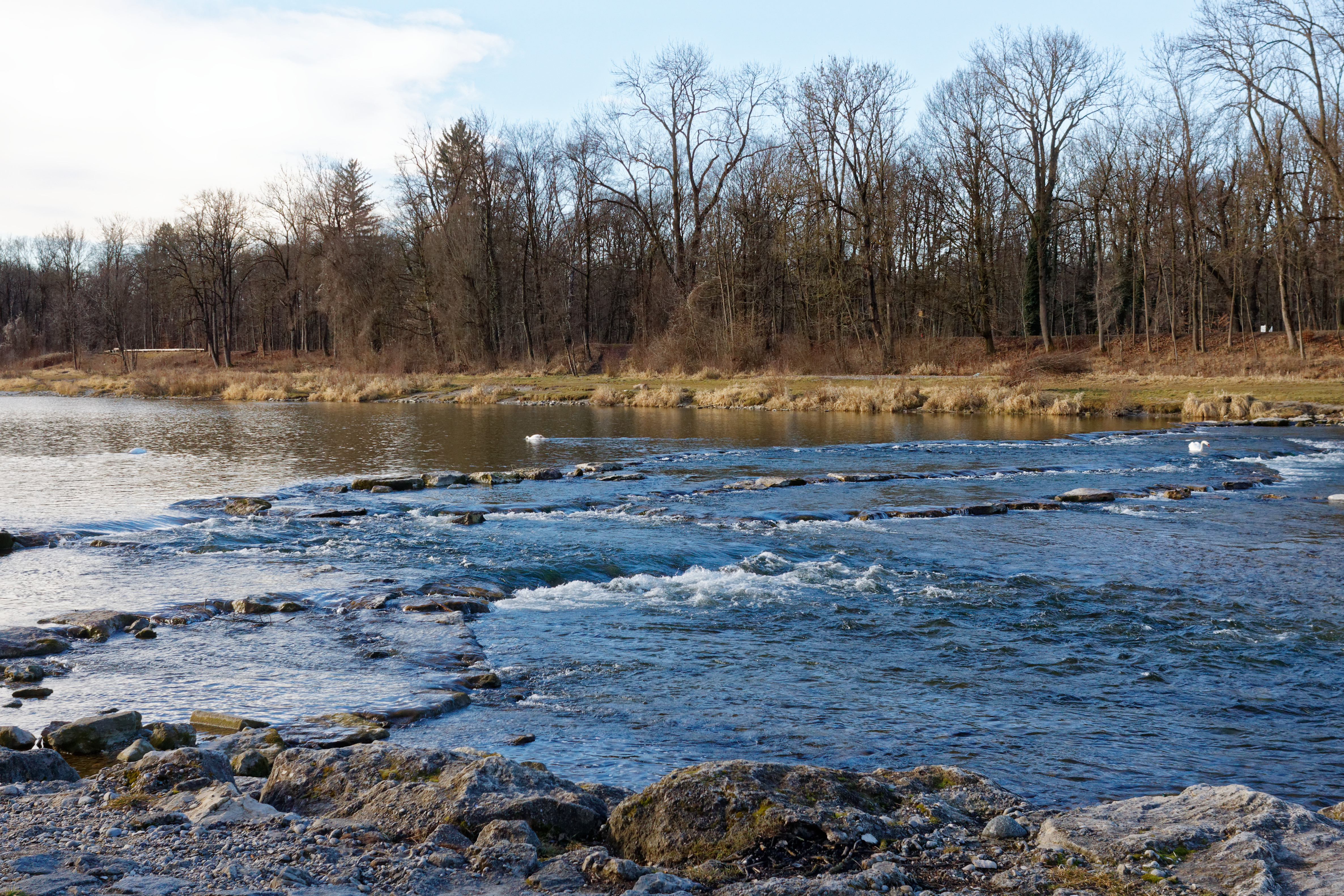
Rampe d'étage

## Eau propre
La propreté de l’eau de l’Isar était également un objectif du plan Isar. Afin de mettre en œuvre la directive-cadre sur l'eau de l'Union européenne, un aspect clé était de parvenir à un Isar hygiéniquement propre. Cela n’a été possible qu’en améliorant la situation des eaux usées dans le cours supérieur de l’Isar. Toutes les stations d'épuration municipales situées au-dessus de Munich, sur l'Isar et la Loisach, ainsi que les stations d'épuration de Munich, ont été équipées d'éléments de nettoyage bactériologique utilisant des rayons UV. Le débit d'eau minimum de l'Isar est également bénéfique pour la qualité de l'eau et les conditions écologiques de la rivière. Les services publics de Munich se sont engagés contractuellement à garantir un débit d'eau d'au moins 12 m³/s en moyenne annuelle sur la dérivation de l'Isar, au lieu des 5 précédents m³/s. La qualité des eaux de baignade de l'Isar dans le bassin versant de Munich est unique dans toute l'Europe. Le service de l'environnement de la ville de Munich a délivré des permis de baignade pour la majeure partie de l'Isar renaturé, à savoir la zone située entre l'île Flaucher et les limites sud de la ville. La baignade est également explicitement autorisée entre le pont des Wittelsbach et le pont Reichenbach.

## Loisirs
Le plan Isar a doté Munich et ses habitants d'un espace de loisirs de haute qualité. Les espaces riverains offrent des espaces de détente, de sport et de jeux. Les petits espaces verts sont tondus régulièrement. On y joue au volley-ball et au football. Les week-ends ensoleillés, les Munichois affluent vers l'Isar, se promènent le long des berges, campent et pique-niquent sur les berges de gravier. 

Loisirs locaux sur l'Isar
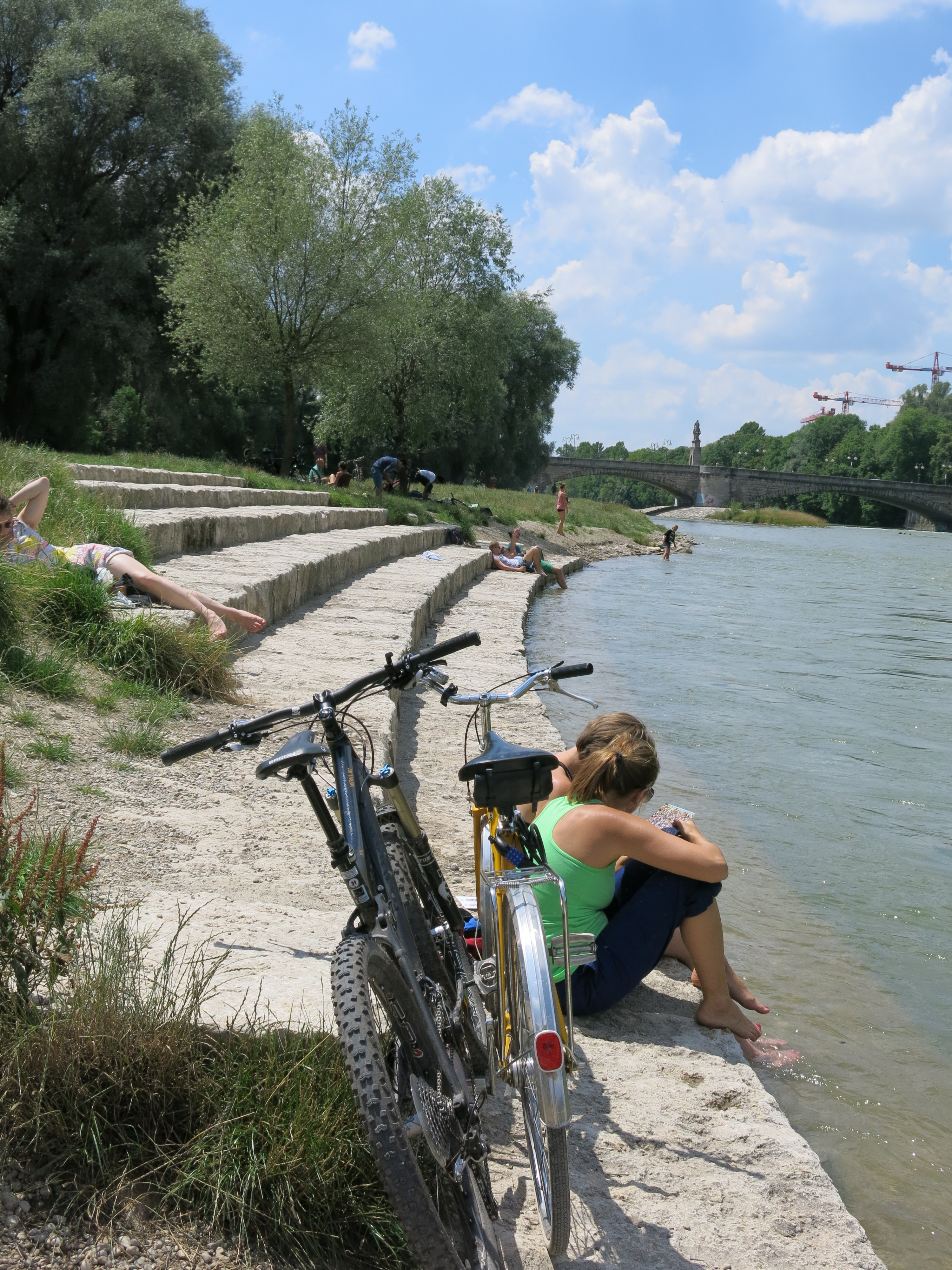
Terrasse
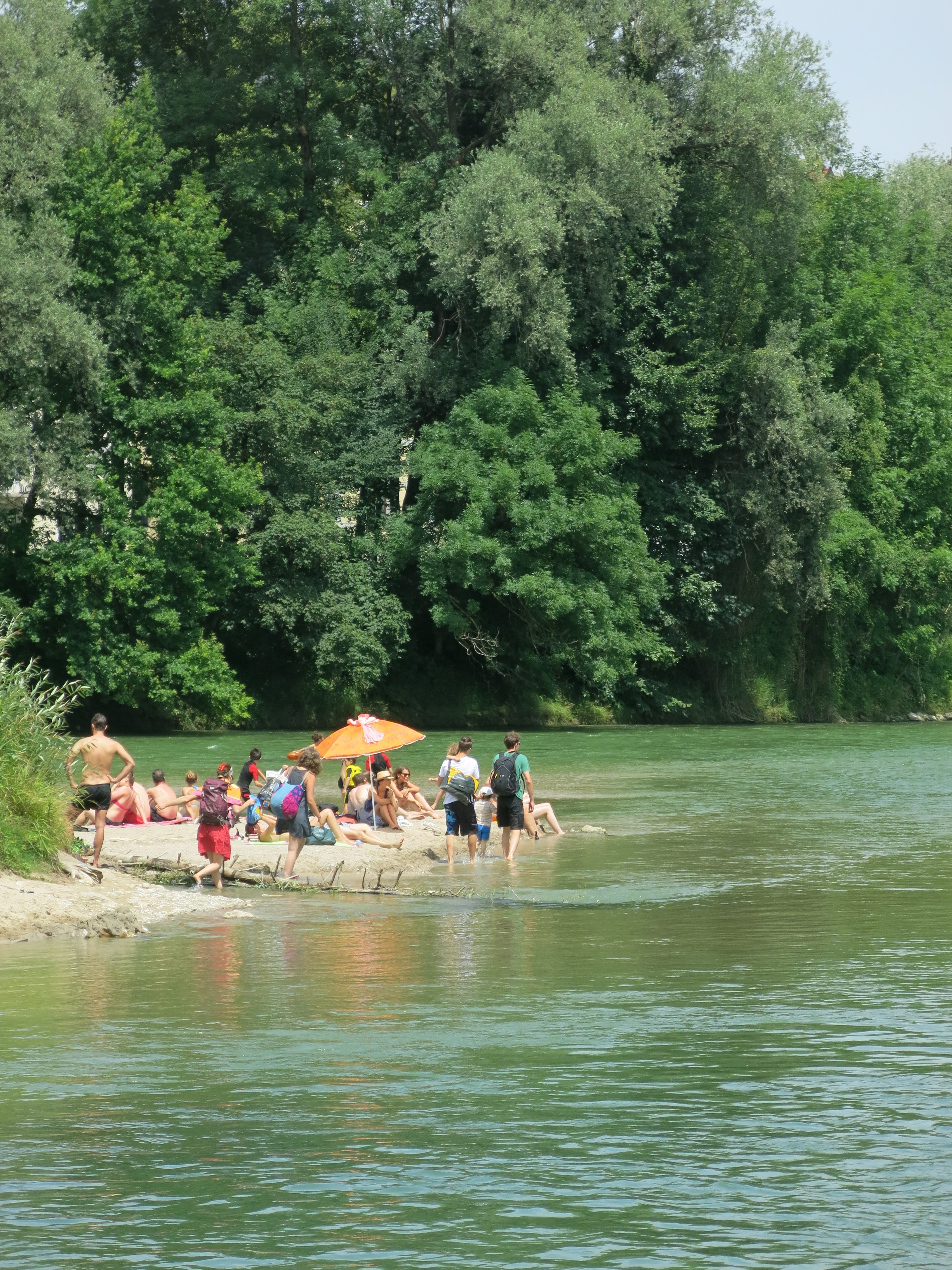
Plaisir sur l'île
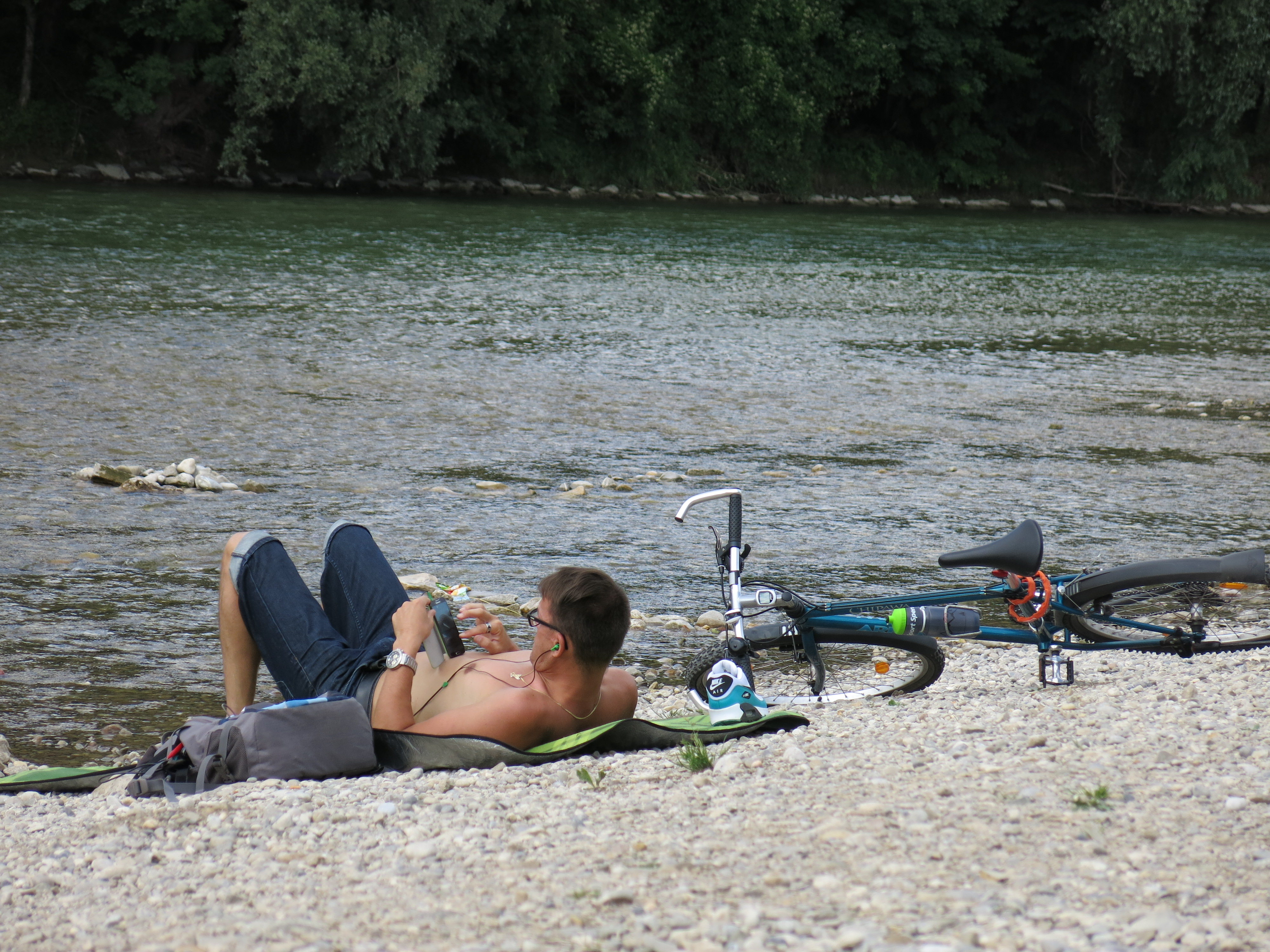
Heure du déjeuner
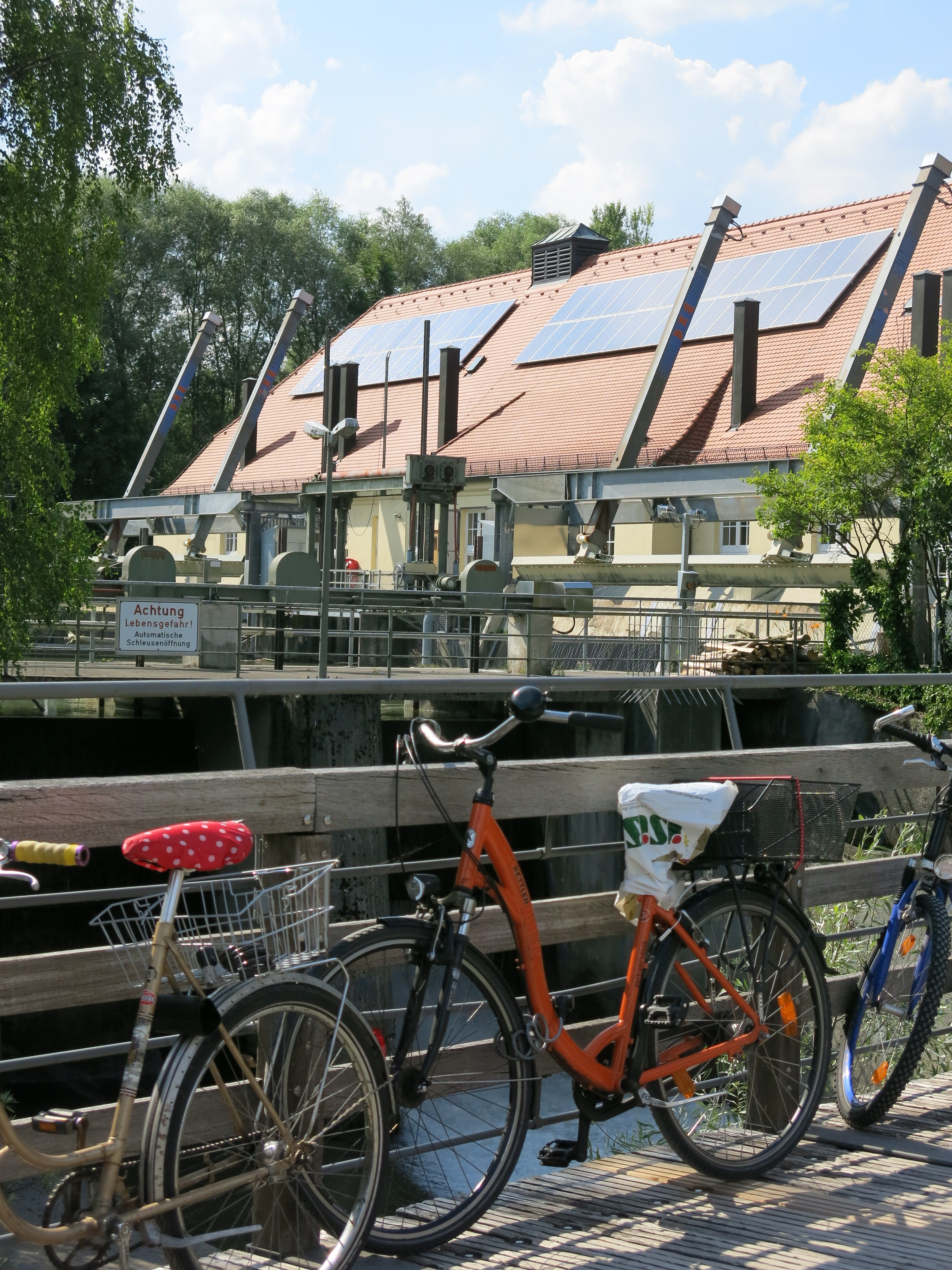
Vélo sur la jetée
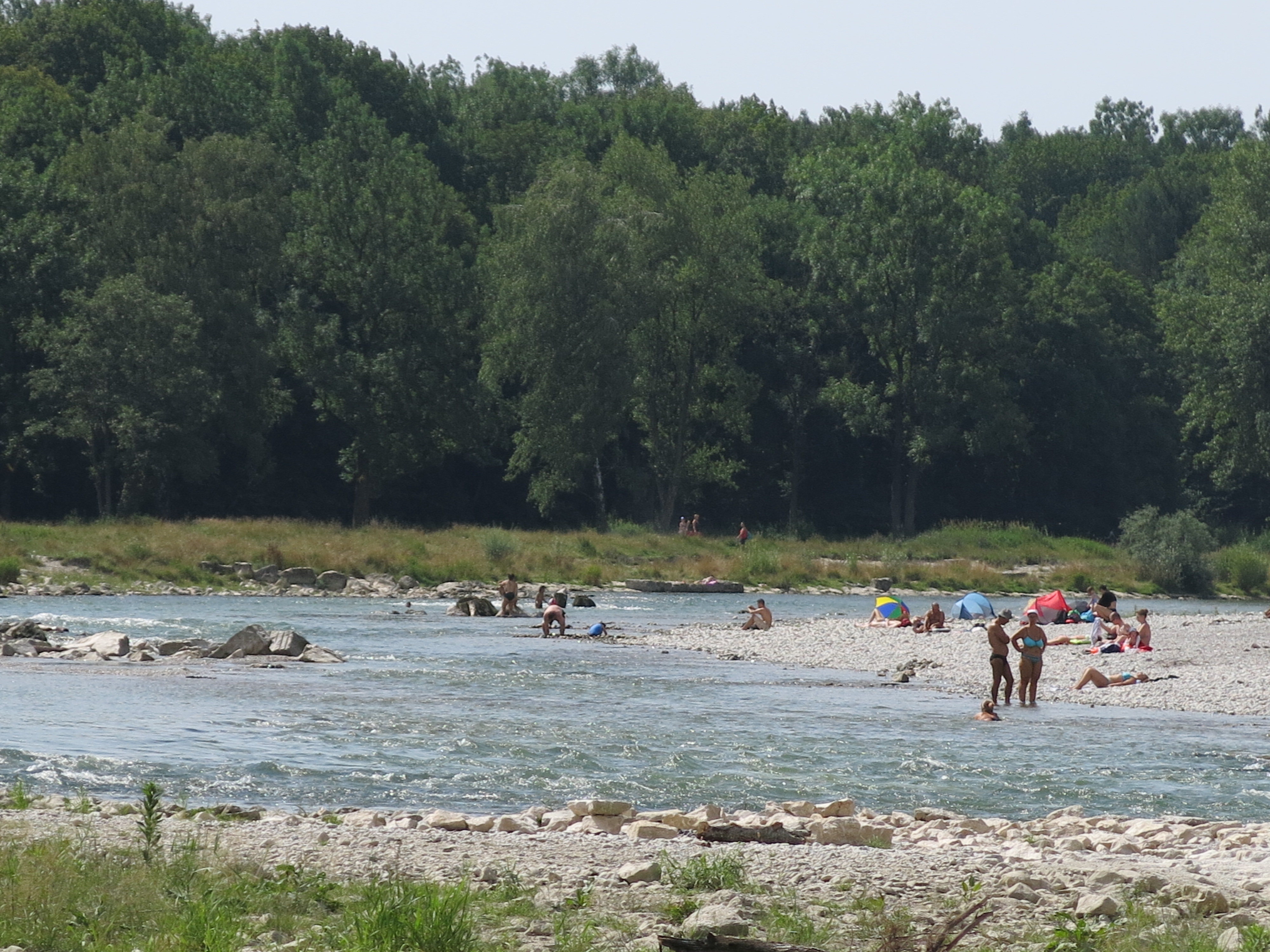
Isar, pierres encastrées
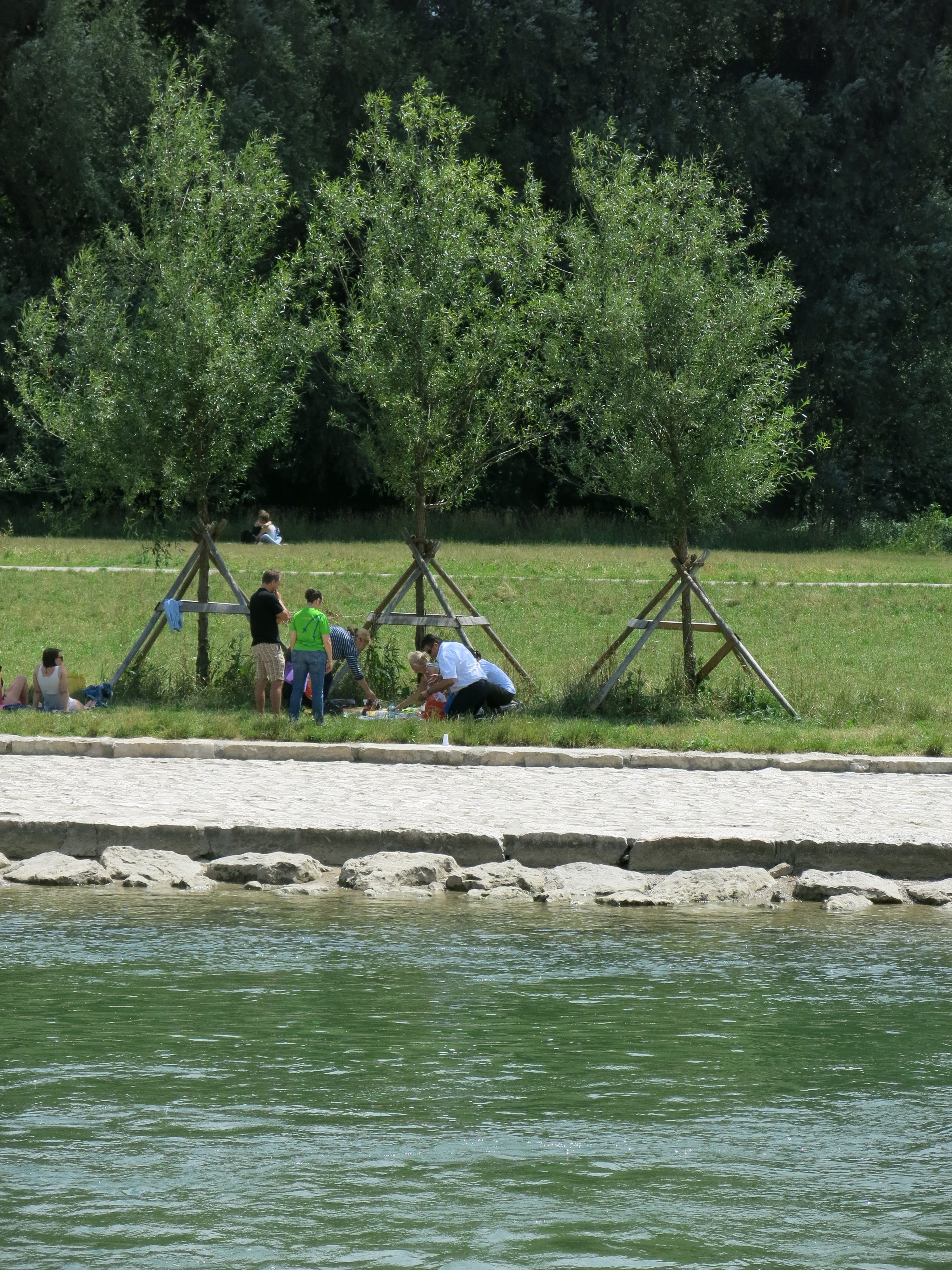
Nouveaux pâturages

Végétation naturelle
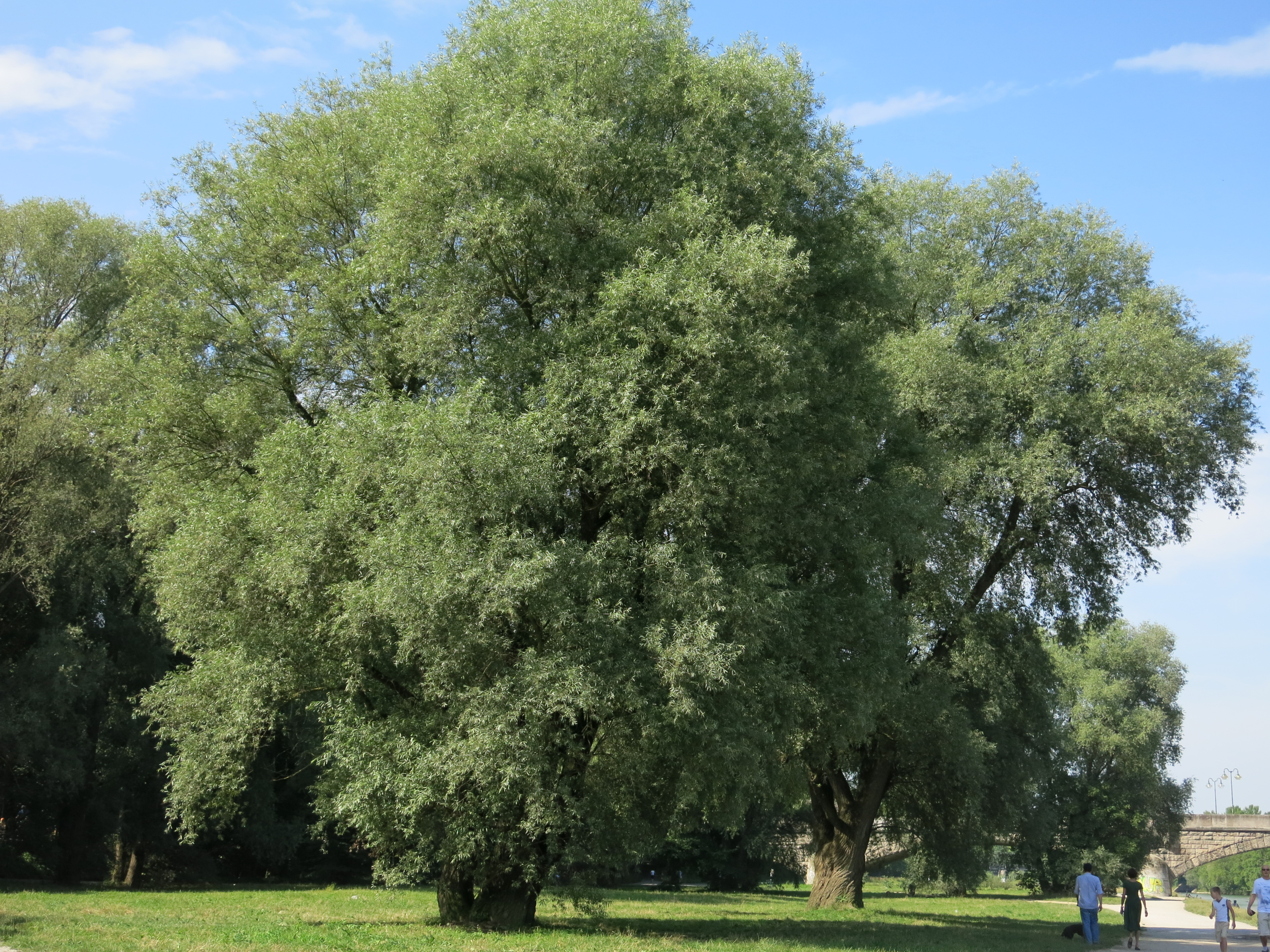
Saule blanc
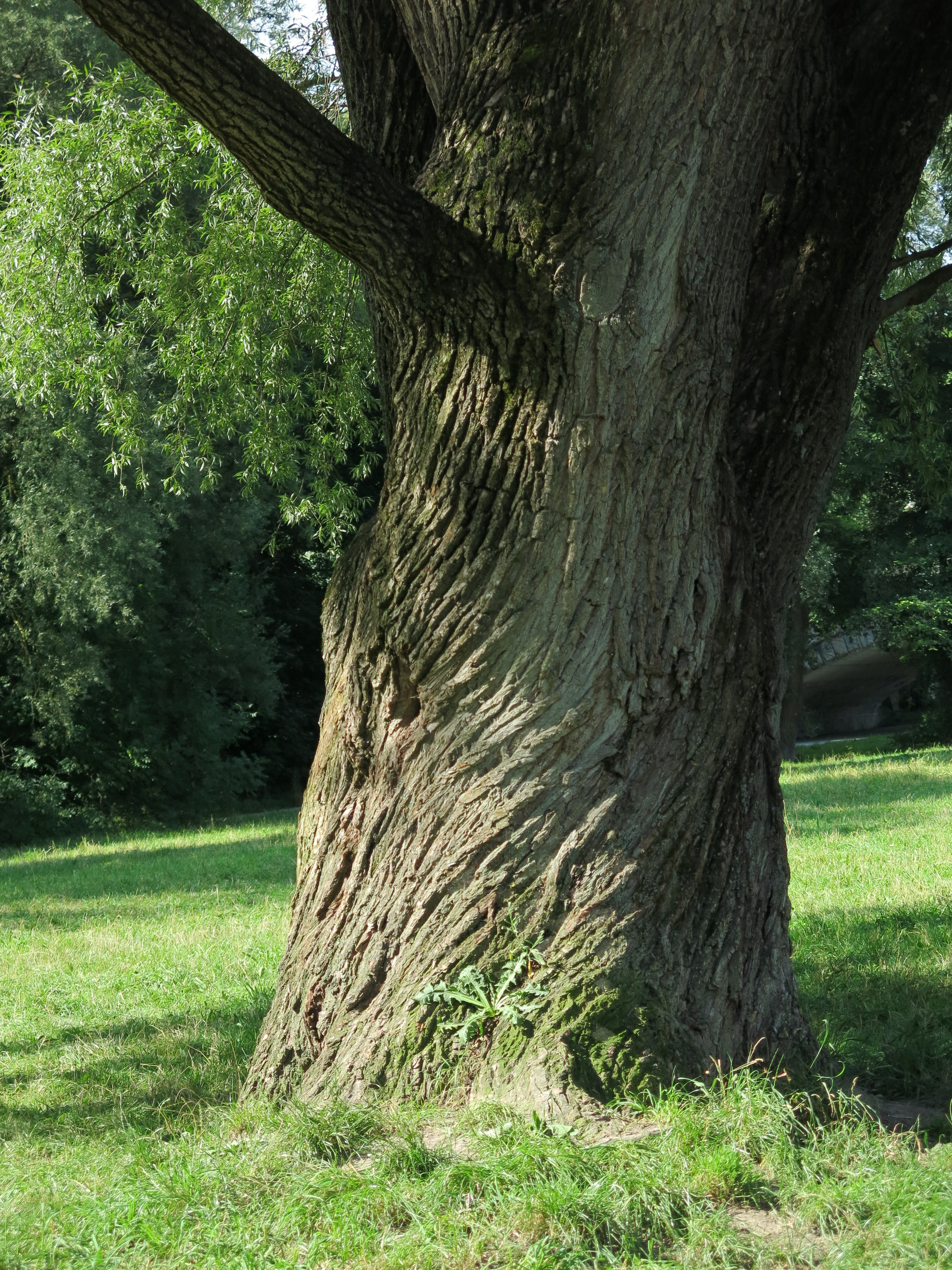
Arbre centenaire
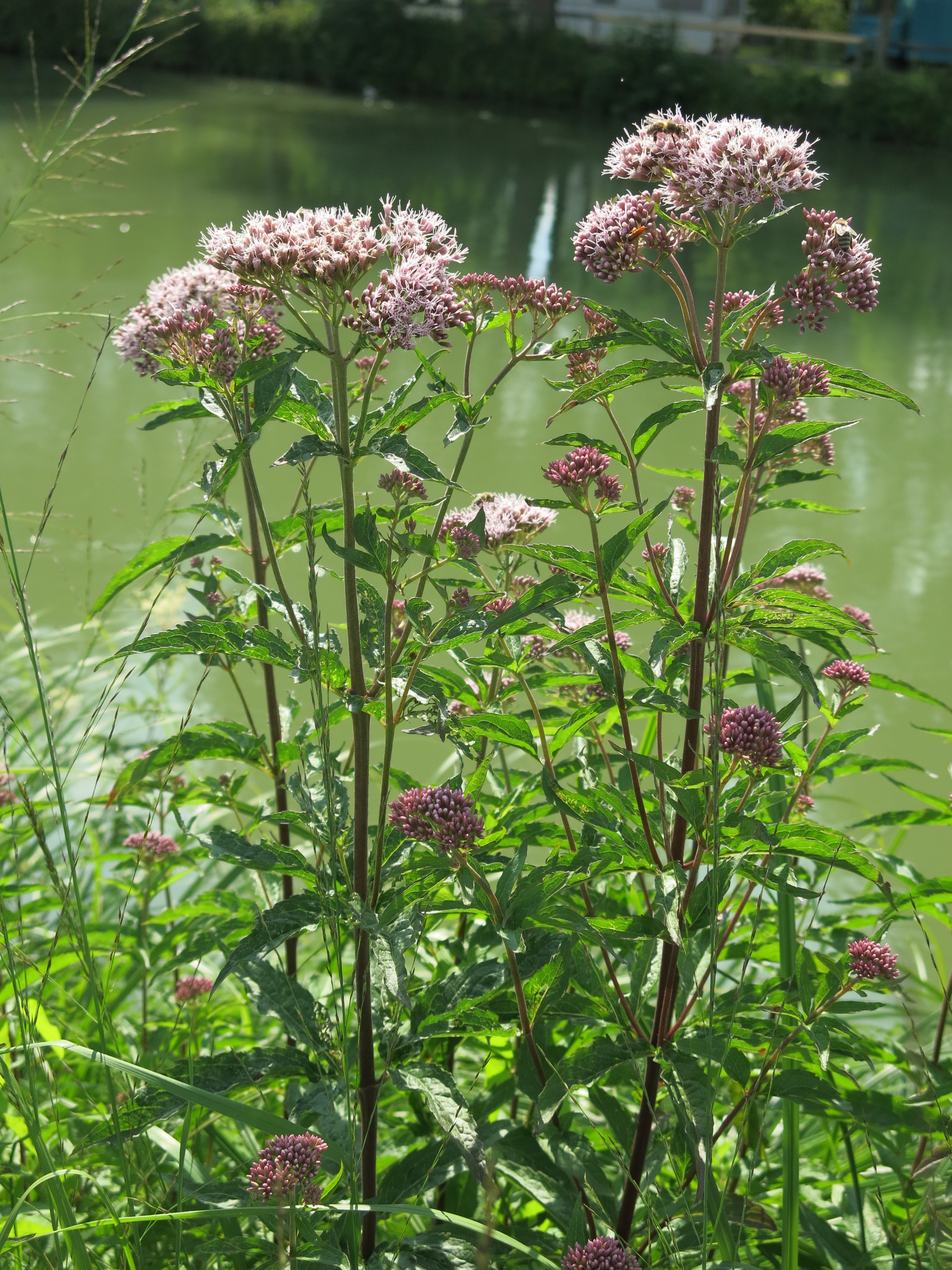
Eupatoire à feuilles de chanvre
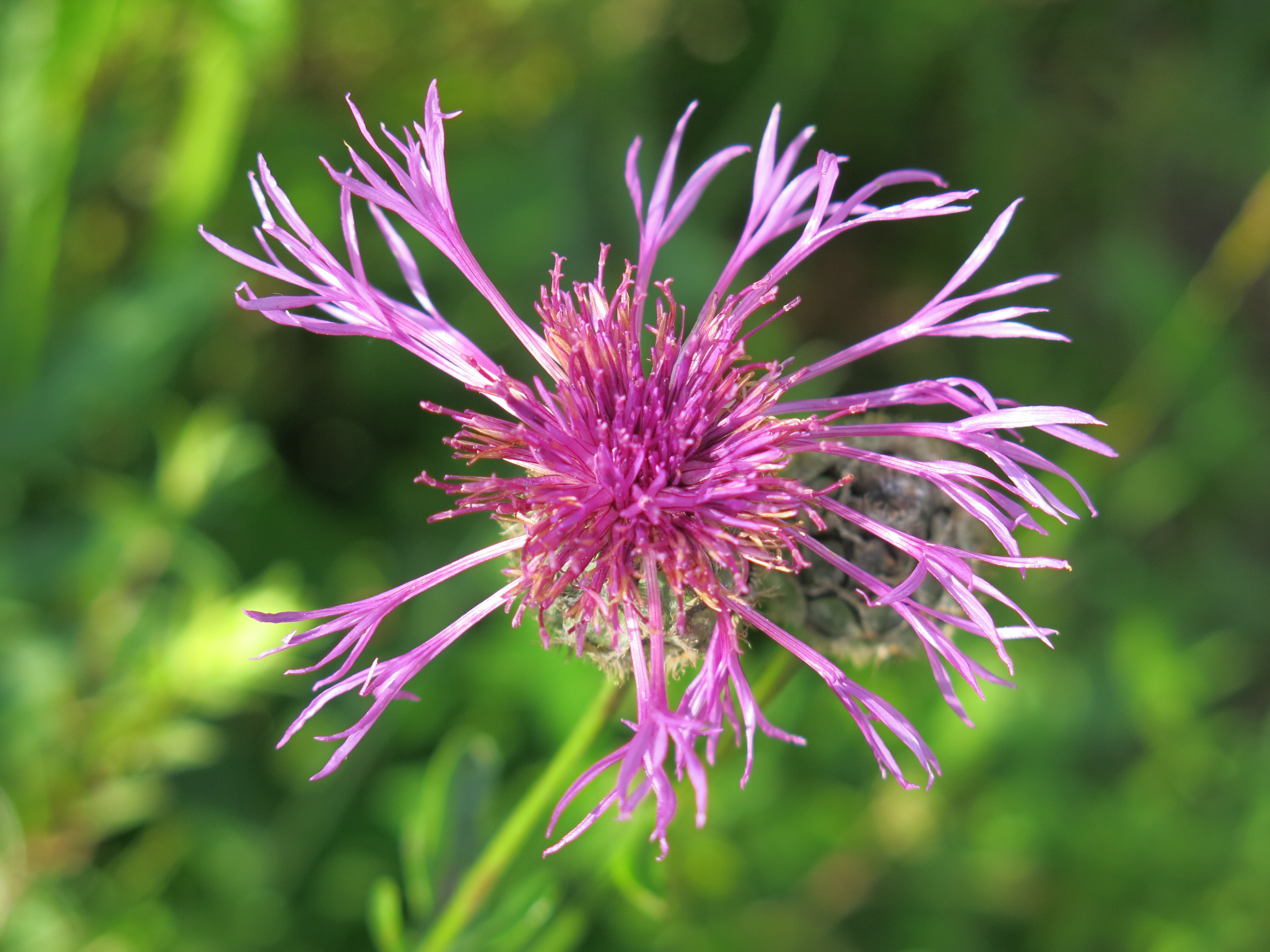
Centaurée
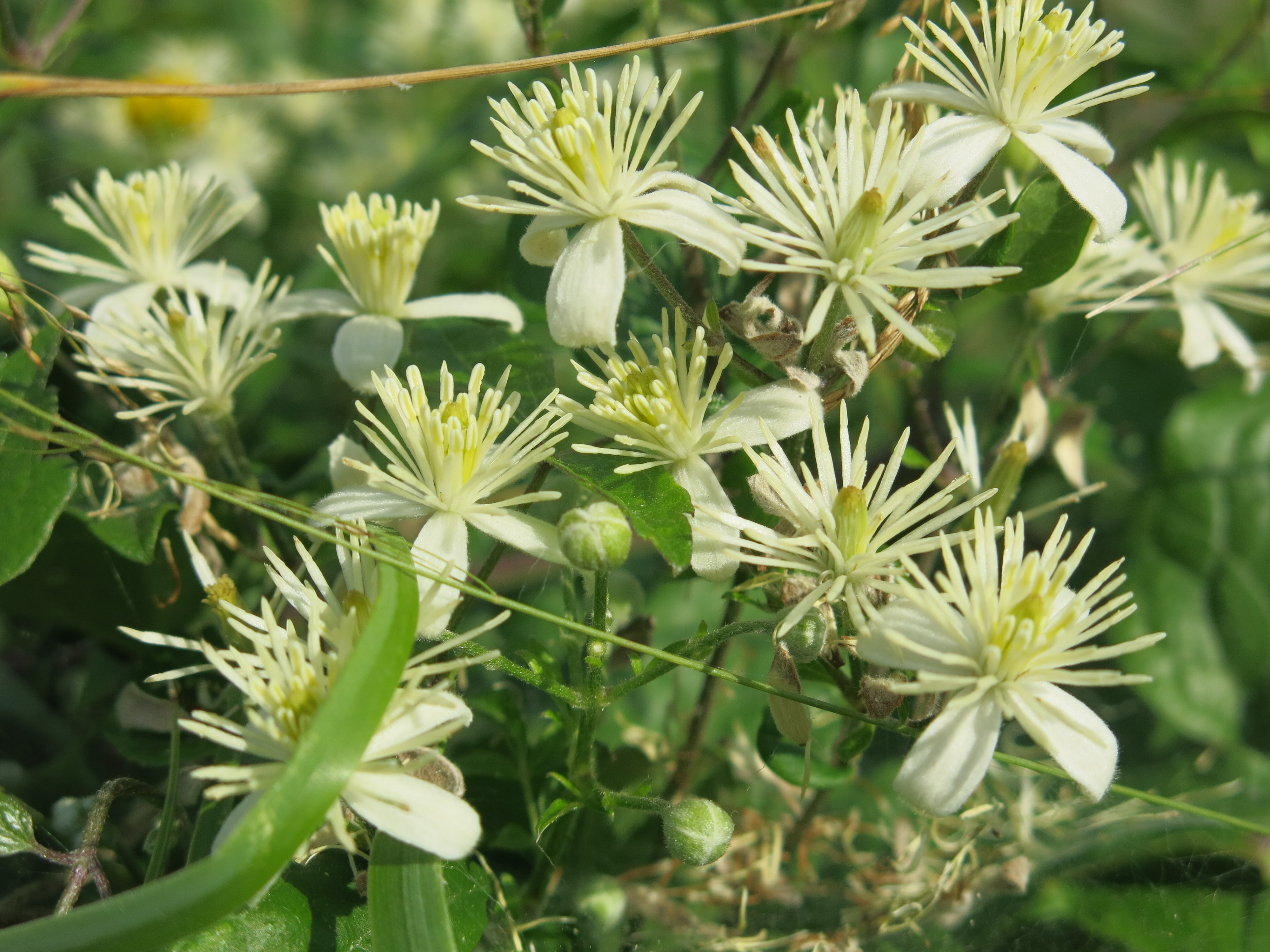
Clématite commune
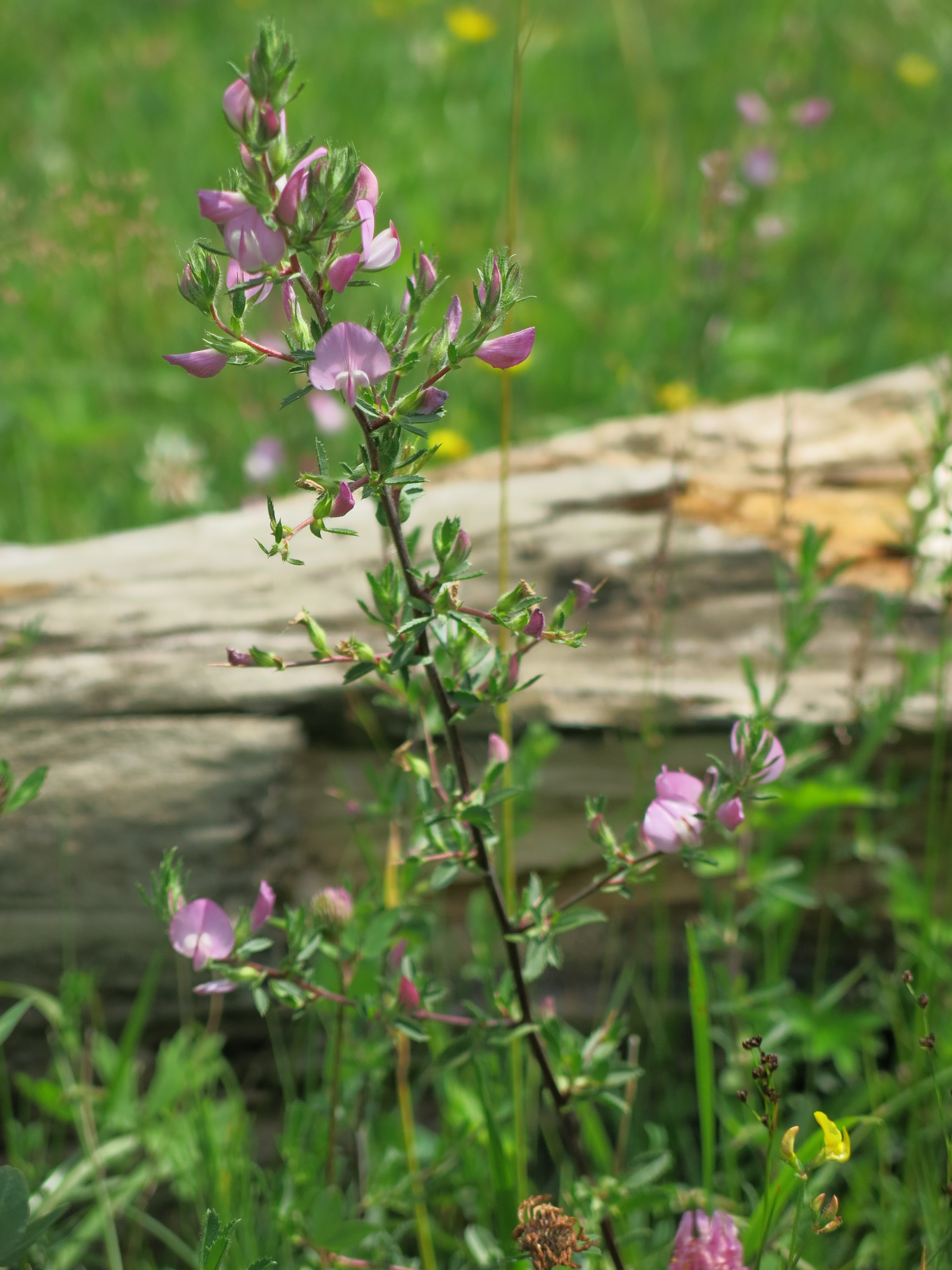
Bugrane épineuse

## Le nouvel Isar
L'Isar est redevenue une rivière naturelle qui a retrouvé ses origines alpines. Le lit canalisé de la rivière a en grande partie disparu, les berges ont été aplaties et redessinées pour être plus naturelles. Bancs de graviers, bancs plats et îlots, zones et mares d'eau peu profondes, rapides et eaux calmes alternent. Les arbres des digues ont survécu aux années de travaux de construction avec de grosses machines et sont sécurisés à long terme. Dans certains endroits, les rives plates s'élèvent comme des terrasses. L'Isar peut à nouveau se déplacer librement à l'intérieur des nouvelles frontières considérablement élargies. Plus d'eau peut s'écouler en élargissant et en approfondissant les prairies inondables, et la rivière de forme naturelle offre plus d'habitat pour les animaux et les plantes. On a ainsi pu observer pendant quelques années un castor vivant à proximité du Deutsches Museum en plein centre-ville.

## Liens web
- Série de photos glockenbacher.de sur la phase de rénovation
- Reportage télévisé sur la renaturation de l'Isar
- Laps de temps de la capitale du Land Munich